# 孕激素

类固醇生成，黄框内为孕激素类

孕激素是一群具有诱发孕前子宫变化和维持妊娠功能的类固醇激素，包括天然的和人工合成的化合物，最主要的激素为孕酮，主要来源于卵巢的黄体细胞（luteal cells），且是雌激素和雄激素的共同前体。
所有孕激素都有着基于二十一个碳骨架的特征，这种骨架叫做孕甾烷骨架（C21）。与此骨架类比，雌激素具有雌烷骨架（C18），而雄激素具有雄烷骨架（C19）。
孕激素是五大类类固醇激素中的一大类，其他四种分别是雌激素、雄激素、盐皮质激素与糖皮质激素。